# Duist (waterschap)
Het waterschap Duist was een polder in de gelijknamige gemeente (later Hoogland) in de Nederlandse provincie Utrecht. In 1862 werd het gecombineerd met de naastliggende polder Het Nieuweland.